# Pico do Cauê
O Pico do Cauê (palavra dialetal africana que significa irmãos) é uma serra localizada na cidade mineira de Itabira, nos antigos bairros de Santana e do Campestre de Cima. Desde a chegada dos irmãos Francisco de Faria Albernaz e Salvador de Faria Albernaz por volta de 1720, o Pico do Cauê já servia de referência para os viajantes da região; foi através do seu brilho azul que os aventureiros, atrás do ouro, se dirigiram até aos córregos que corriam por sua base, principalmente no córrego da Penha. Nesta época o pico se elevava a 1385 metros acima do nível do mar, mas atualmente, após anos de mineração, sua altitude decresceu cerca de 150 metros.